# Kosjakar
Kosjakar (armeniska: Կոշաքար) är ett berg i Armenien.   Det ligger i provinsen Siunik, i den sydöstra delen av landet, 150 kilometer sydost om huvudstaden Jerevan. Toppen på Kosjakar är 2 921 meter över havet, eller 280 meter över den omgivande terrängen. Bredden vid basen är 4,2 km. Kosjakar ingår i Zangezurbergen.
Terrängen runt Kosjakar är huvudsakligen lite bergig. Närmaste större samhälle är Hatsavan, 8,8 kilometer norr om Kosjakar. 
Trakten runt Kosjakar består i huvudsak av gräsmarker. Runt Kosjakar är det ganska glesbefolkat, med 40 invånare per kvadratkilometer.